# لا تهدر طعاما
لا تهدر طعاماً أو عدم إهدار الطعام (Waste No Food) هي منظمة غير هادفة للربح، وتوفر سوقًا لإنقاذ بقايا الطعام علي شبكة الإنترنت مما يسمح بتوزيع الأغذية الفائضة من مطاعم الطعام الجاهز علي المؤسسات الخيرية المؤهلة التي تتعامل مع المحتاجين. تسهل هذه المنظمة عملية التبرع بالطعام الفائض من المزارع والمطاعم ومحالّ البقالة إلي المؤسسات الخيرية من أجل الاستفادة منها. أسس كيران سريدهار مؤسسة غير هادفة للربح. ولا يزال سيردهار يترأس المنظمة وهو طالب في السنة الثانية في جامعة ستانفورد. وكان تركيز المنظمة في منطقة وادي السيلكون وتم توسيع النشاط ليشمل سان فرانسسكو.

## وصلات خارجية
- الصفحة الرئيسية